# 대위변제
대위변제(代位辨濟, subrogation)란 민법에서, 채무자가 아닌 다른 사람(제3자 또는 공동채무자 등)이 채무자 대신 채무를 변제하고 구상권을 취득함으로써 채권자의 채권이 그 사람에게로 넘어가는 것을 말한다.
보증기관과 같은 금융기관에서 중소기업 등 특정업체에 보증을 한 경우 채무자의 이자 미지급이나 원금상환불능과 같은 사고가 났을 때, 보증한 금액을 채권자에게 대신 변제를 하고, 그 채권자의 권리를 얻는 것을 뜻한다.

## 같이 보기
- 신용보증기금
- 기술신용보증기금